# Navigator znanja
Navigator znanja (engl. Knowledge Navigator) je uređaj koji se otvara kao knjiga, licu je okrenut pod kutom pod kojim je najlakše čitati, a kada se zatvori ponaša se poput ručne prtljage. Tamni krug na vrhu je videokamera slična modernoj web kameri, priključak u gornjem desnom kutu drži  memorijsku karticu, a rešetke s lijeve i desne strane ekrana su zvučnici. U budućnosti se planiraju izvedbe u kojima je ekran ujedno i skener.
Navigator znanja je kao koncept opisao osnivač Apple Computer CEO John Sculley u svojoj knjizi iz 1987. godine “Odyssey”. Opisuje se uređaj koji ima pristup velikoj umreženoj bazi podataka informacija koje su u hypertext obliku, te koristi softverske agente (agente programske podrške) za pomoć pri ponalaženju informacija.
Apple je snimio nekoliko videa koji opisuju ideju Navigatora znanja. Svaki od njih prikazuje računalo s brojnim poboljšanim mogućnostima, uključujući i izvrsni “text-to-speech” sustav bez osjećaja “računala”, i s jednako snažnim sustavom razumijevanja govora, koji dopušta korisniku konverzaciju sa sustavom preko animiranog “batlera” kao softverskog agenta.
U jednom takvom videu sveučilišni profesor se vraća kući i okreće se svom računalu, veličine knjige većeg formata. Softverski agent je lijepo odjeven batler koji se pojavljuje na zaslonu i izvještava ga o nekoliko poziva koji ga čekaju. Ignorira većinu njih, od svoje majke, a umjesto njih koristi sustav za “kompajliranje” podataka kako bi saznao nešto više o sječi šuma u kišnoj šumi Amazone. Za to vrijeme računalo ga obavještava o pozivu kolege, te oni tada izmjenjuju podatke između svojih uređaja uz video komunikaciju.
U drugom takvom videu mladi student koristi manju ručnu verziju takvog sustava kao pomoć prilikom održavanja prezentacije o vulkanima. Za vrijeme studentovog prezentiranja pred razredom računalo prikazuje film o eksploziji vulkana na video ploči. U završnoj izvedbi Navigatora znanja korisnik može skenirati sadržaj novina tako da ih stavi na ekran (koji je ujedno i skener) i tada mu pomaže naučiti čitati slušajući čitanje skeniranih rezultata i ubrzavajući ga kada se zaustavi. 
Radnju za videa napisali su i oblikovali Hugh Dubberly i Doris Mitsch iz Apple-ovog kreativnog servisa, a producirala ih je Kenwood Grupa u San Francisco-u. Kvaliteta videa, posebice gluma, je bila prilično loša. Međutim, što se vizije Navigatora znanja tiče, filmovi su ostavili veliki utisak, kao i vizija o računarstvu u budućnosti kao u knjizi “2001: Odiseja u svemiru”.

## Prednosti i nedostatci
Prednosti korištenja Navigatora znanja u budućnosti uistinu su velike. Naime, Navigator znanja budućnosti moći će primati poruke, obavještavati korisnika o primljenim porukama, sortirati poruke prema korisnikovim željama, te ga upozoravati na važnije poruke. Dakle, Navigator znanja može biti od velike pomoći kako u svakodnevnom životu, tako i profesorima prilikom predavanja, učenicima i studentima prilikom održavanja prezentacija, te u mnogim drugim aktivnostima. Komunikacija korisnika s računalom odvijat će se preko već spomenutog batlera koji može čuti, vidjeti i inteligentno odgovoriti kao i svaki ljudski asistent. Prilikom takve komunikacije javlja se problem “čovjek – računalo interakcije” koji je izazvao mnoge diskusije. Naime, lijepo odjeveni softverski agent u videu bio je centar nekoliko vrućih rasprava u domeni čovjek-računalo interakcija. Profesionalci poput Ben Shneiderman s Instituta Maryland, College Park također kritizira korištenje nekih korisničkih sučelja jer smatra da daju krivousmjerene ideje o prirodi bilo kakve interakcije s računalom, u sadašnjosti ili budućnosti. Postavlja se i pitanje asocijalizacije društva, dehumanizacije te otuđenja.

## Navigator znanja i UI
Termin umjetna inteligencija kratica UI (engl. Artificial Intelligence, odnosno AI) prvi put je koristio John McCarthy i definirao ga je kao “znanost i inženjering izrade inteligentnih uređaja”. Pojam “artificial” se prevodi kao napravljeno od čovjeka, neprirodno, ručno napravljeno. Međutim, pojam AI se u hrvatskom jeziku prevodi kao umjetna inteligencija. Navigator znanja samo je jedan od brojnih primjera korištenja umjetne inteligencije. U području AI preklapaju se polja djelovanja računalne znanosti, psihologije, znanosti o živčanim stanicama i inženjeringa, a treba uzeti u obzir i inteligentno ponašanje, učenje i adaptaciju. 
Prototip Navigatora znanja iz 1987. godine je bio i još je izvor motivacije za svoju izradu. Mnogi vjeruju u njegovu sigurnu izradu jednoga dana. Koncept Navigatora znanja često se koristio i još se koristi kao pomoć pri izradi ručnih uređaja Apple-a. Također, pojava Interneta i World Wide Web-a je ispunila neke od vizija Navigatora znanja.